# Hierarchia postępowania z odpadami

Hierarchia postępowania z odpadami

Rozwinięta wersja schematu hierarchii postępowania z odpadami

Hierarchia postępowania z odpadami (także: hierarchia sposobów postępowania z odpadami, ang. waste hierarchy) – sposób postępowania wykorzystywany w ocenie procesów chroniących środowisko z uwzględnieniem zużycia zasobów i energii, który szereguje procesy te od działań najkorzystniejszych do najmniej korzystnych. Hierarchia ustala preferowane priorytety programu z uwzględnieniem zrównoważoności. Aby proces gospodarowania odpadem był uznany za zrównoważony, nie wystarczy zastosowanie rozwiązań technicznych „końca rury”, lecz konieczne jest zintegrowane podejście.
Hierarchia gospodarowania odpadami wskazuje preferowaną kolejność działań mających na celu efektywne zarządzanie odpadami i ich redukcję. Jest zwykle przedstawiana schematycznie w formie piramidy. Hierarchia ujmuje przechodzenie substancji, mieszaniny lub wyrobu przez kolejne etapy gospodarowania odpadami i reprezentuje ostatnią część cyklu życia każdego produktu.

## Cele i korzyści
Celem hierarchii postępowania z odpadami jest osiągnięcie maksymalnych praktycznych korzyści z produktów i wytworzenie minimalnej ilości odpadów. Właściwe stosowanie hierarchii postępowania z odpadami prowadzi do osiągnięcia szeregu korzyści. Może pomóc zapobiegać emisjom gazów cieplarnianych, zmniejszać zanieczyszczenia, oszczędzać energię, oszczędzać zasoby, tworzyć miejsca pracy i stymulować rozwój zielonych technologii.

## Hierarchia postępowania z odpadami w Unii Europejskiej
Europejska hierarchia postępowania z odpadami odnosi się do 5 poziomów gospodarowania odpadami, wprowadzona została do porządku prawnego poprzez Dyrektywę Parlamentu Europejskiego i Rady 2008/98/WE w sprawie odpadów, która określa je w artykule 4:
Kolejność działań uszeregowana od procesu najbardziej pożądanego do najmniej korzystnego:
Zapobieganiezapobieganie i ograniczanie wytwarzania odpadów.
Ponowne użycie i przygotowanie do ponownego użycianadanie produktom drugiego życia, zanim staną się odpadami.
Recyklingkażda operacja odzysku, w ramach której materiały odpadowe są ponownie przetwarzane na produkty, materiały lub substancje, zarówno do celów pierwotnych, jak i innych zastosowań. Obejmuje to kompostowanie, a nie obejmuje spalania.
Odzyskodzyskanie energii z odpadów, o ile i tylko w takim zakresie, w jakim są to najbardziej ekologiczne z dostępnych metod
Unieszkodliwianieprocesy usuwania odpadów, takie jak składowanie, spalanie, piroliza, zgazowanie i inne ostateczne rozwiązania.
Zgodnie z dyrektywą ramową w sprawie odpadów europejska hierarchia odpadów jest prawnie wiążąca, z wyjątkiem przypadków, które mogą wymagać odejścia od hierarchii określonych strumieni odpadów. Powinno to być uzasadnione na podstawie myślenia opartego na cyklu życia.